# Sannois
Sannois és un municipi francès, situat al departament de Val-d'Oise i a la regió de l'Illa de França. L'any 1999 tenia 25.349 habitants.
Forma part del cantó d'Argenteuil-1, del districte d'Argenteuil i de la Comunitat d'aglomeració Val Parisis.